# Giotto (űrszonda)
A Giotto az ESA első űrszondája. Egy Ariane-1 típusú hordozórakétával indult Kourouból 1985. július 2-án. 1986. március 13-án 600 km-re közelítette meg a Halley-üstökös magját, melyről több színes felvételt készített. Kiterjesztett küldetésén, 1992. július 10-én megközelítette a Grigg-Skjellerup üstököst.
Fedélzetén tíz műszer volt: egy kamera, három tömegspektrométer, két plazmaanalizátor, pordetektor, fotopolariméter, magnetométer és egy részecskedetektor.

## Elnevezése
A szondát Giotto di Bondone 12-13. századi itáliai reneszánsz festőművészről nevezték el. Az ő A királyok imádása című freskóján (padova Scrovegni-kápolna) egy üstökös látható az istálló felett bethlehemi csillagként. A festmény 1303 és 1305 között készült, a Halley-üstökös 1301-es visszatérése inspirálhatta.

## A Halley üstököst 1986-ban megközelítő űrszondák
- Vega–1 (Szovjetunió)
- Vega–2 (Szovjetunió)
- Suisei (Japán)
- Sakigake (Japán)
- Giotto (Európa)

## Külső hivatkozások
- 20 éve indult a Giotto a Halley-üstökös felé